# 克魯
克魯（發音：/kruː/ ⓘ），英國英格蘭西北部柴郡的民政教區和鐵路鎮，屬於柴郡東單一管理區。根據2021年英國人口普查，克魯民政教區內的居住人口為55,318人，而克魯市區（範圍更廣、包含鄰近民政教區）的人口則為76,437人。
克魯最出名的可能是大型鐵路樞紐和克魯機車廠所在地。多年來，該廠一直是英國製造和檢修機車的主要鐵路工程設施，但現在其規模已大大縮小。從 1946 年到 2002 年，這裡也是勞斯萊斯汽車的生產基地。位於鎮西部的皮姆斯巷（Pyms Lane）工廠現在專門生產賓利汽車。克魯位於倫敦西北 254 公里（158 英里）處，曼徹斯特市中心以南 45 公里（28 英里）處，利物浦市中心東南 50 公里（31 英里）處。

## 歷史
「克魯」一名源自於古威爾士語（criu），意思是堰或渡口。當地最早有人居住的區域是位於現克魯市區東邊的克魯綠地（Crewe Green）。
克魯鎮的存在歸功於克魯火車站，該站於 1837 年隨著大交匯鐵路通車而啟用。大交匯鐵路公司最初決定克魯一帶的鐵路走線時，曾考慮將主要車站設在克魯以北11公里處的溫斯福德，但當地拒絕了設站的建議。距離克魯六公里的楠特威奇也曾成為擬議設站的地點，但該處的土地擁有者亦反對於當地設站。隨後，該公司選定了穿過克魯的路線，並將車站建在克魯大廳附近的田野上。鐵路公司亦將其主要機車廠由利物浦邊山遷移至克魯，機車廠的位置位於克魯火車站以北。該鐵路公司亦於1840、50年代自行建造了早期城鎮的大部分區域。
到1871年，克魯的人口已快速增長至四萬人。
第二次世界大戰期間，鐵路和勞斯萊斯工程廠（當時轉為生產飛機引擎）的戰略價值使克魯成為敵方空襲的目標，而且它亦位於飛往利物浦的航線上。克魯行政區有 35 名平民因空襲而喪生。最嚴重的空襲發生在 1940 年 8 月 29 日，當時克魯車站附近約 50 棟房屋被毀。

## 氣候
與英國大部分地區一樣，克魯屬於海洋性氣候，夏季溫暖，冬季涼爽，全年氣溫變化相對較小。

## 交通

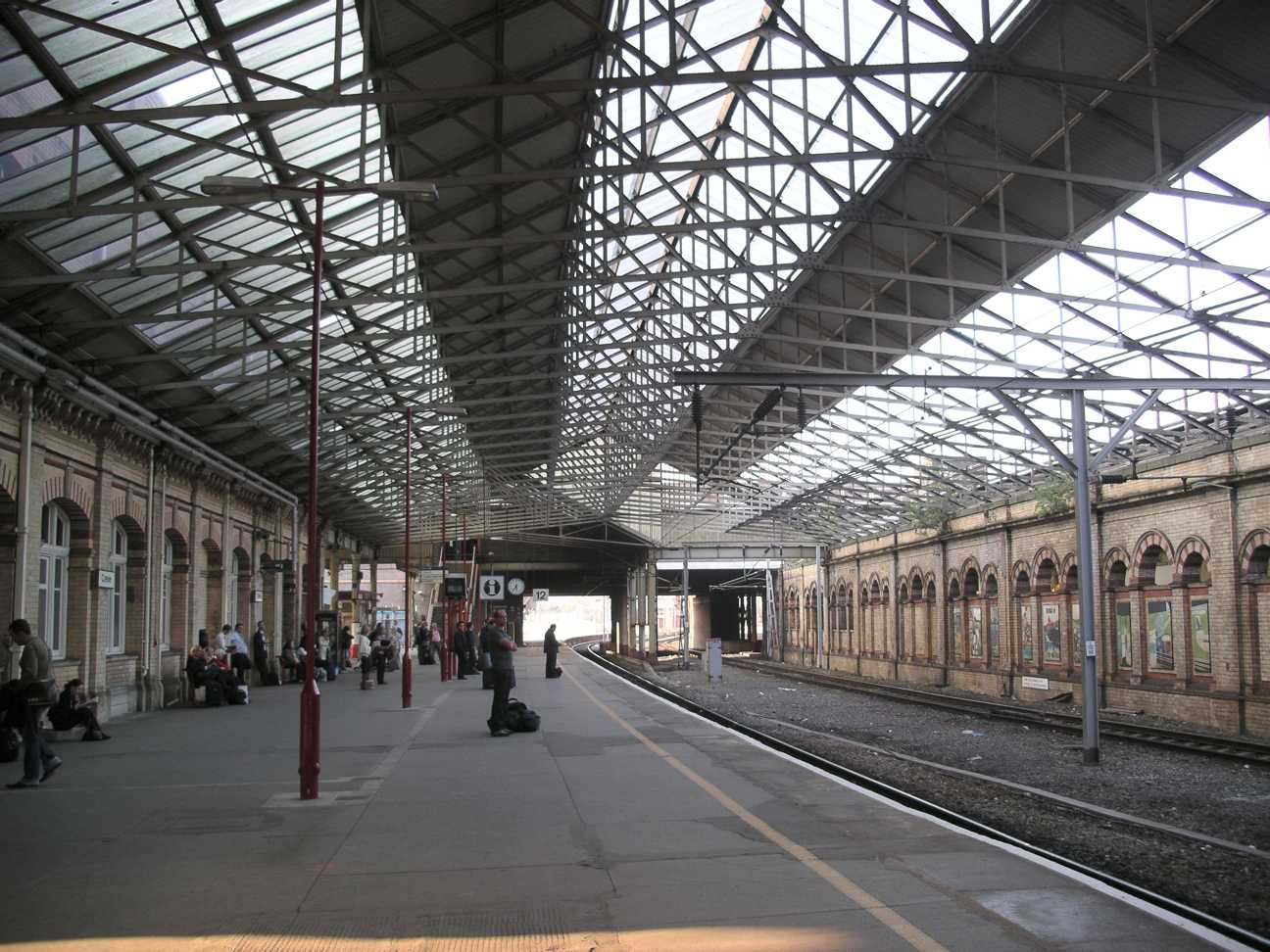
克魯站

克魯站離克魯中心不到一英里，但直到1937年前，它並未被納入克魯鎮範圍。它是英格蘭西北最大的車站之一，亦是西岸幹線（英國的列車路線）的主要轉車站。它設有12個月台，並有列車服務直達倫敦的尤斯頓（平均行車時間約1小時35分鐘），愛丁堡，卡迪夫，利物浦，曼徹斯特，伯明翰，格拉斯哥，德比，史篤城，切斯特，雷克瑟姆，以及霍利黑德以連接渡輪到達都柏林港口。許多其它城鎮也有鐵路連接克魯。
克魯連接著A500，A530和A534公路，距離M6高速公路只有5英哩(8公里)。
克魯的巴士服務主要由D&G Bus營運；他們的路線將克魯分別與康格爾頓（42 號線）、萊頓醫院（12）、馬格斯菲特（38）、楠特威奇（84X）和諾斯威奇（31/37）連接起來。
捷達集團默西賽德郡及南蘭開夏分部營運來往克魯和切斯特的 84 號線；第一集團經營單一服務（3號線），途經傑斯哥夫（Kidsgrove）前往特倫特河畔斯托克。
克魯附近的機場包括30英里（48公里）外的曼徹斯特機場，以及40英里（64公里）外的利物浦約翰·列儂機場。

## 教育

### 中學
- King's Grove High School
- Ruskin Sports College
- Shavington High School
- Sir William Stanier Community School
- St Thomas More Roman Catholic High School

### 進修
- 南柴郡學院

## 相片

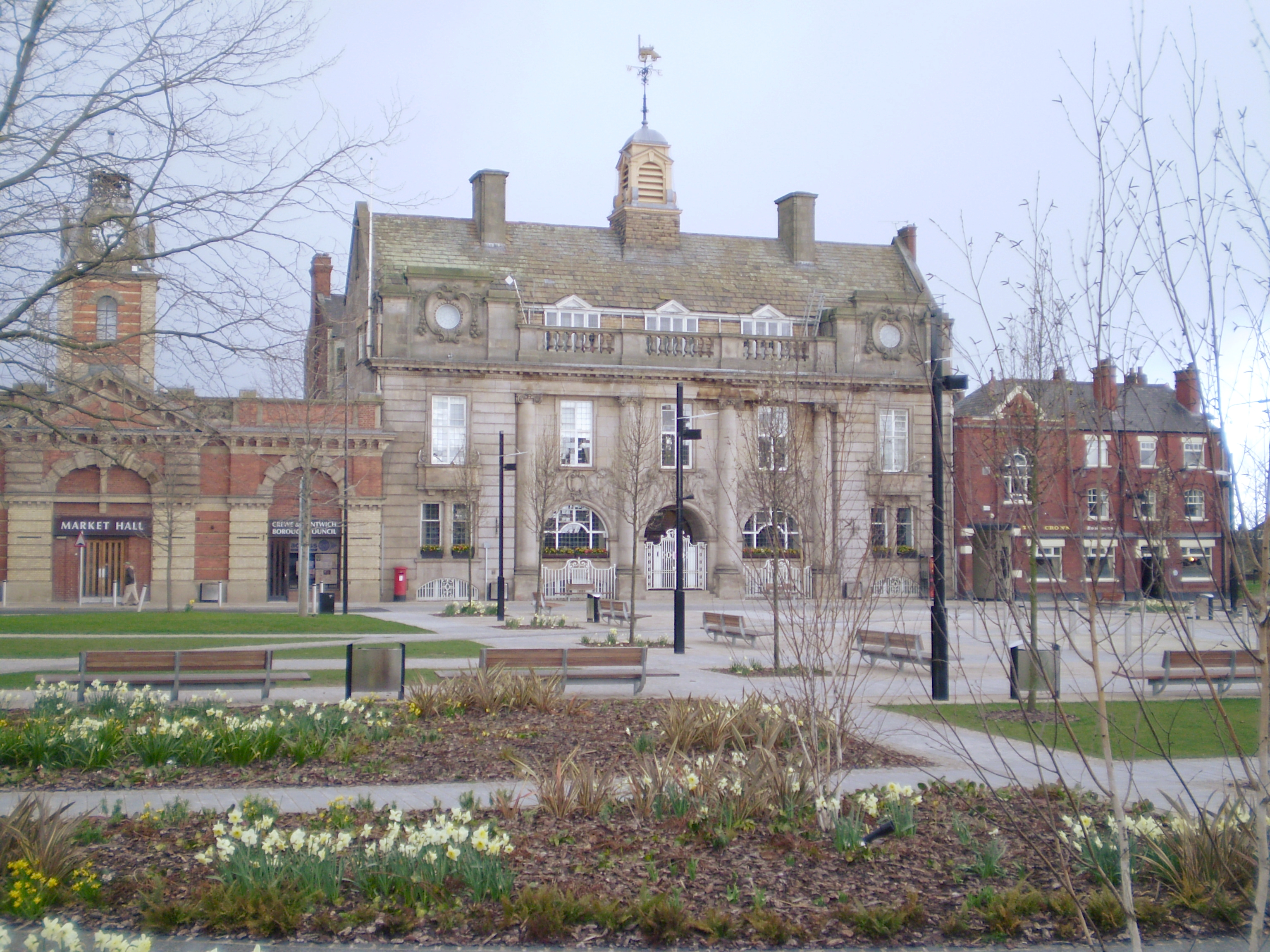
克魯行政大樓
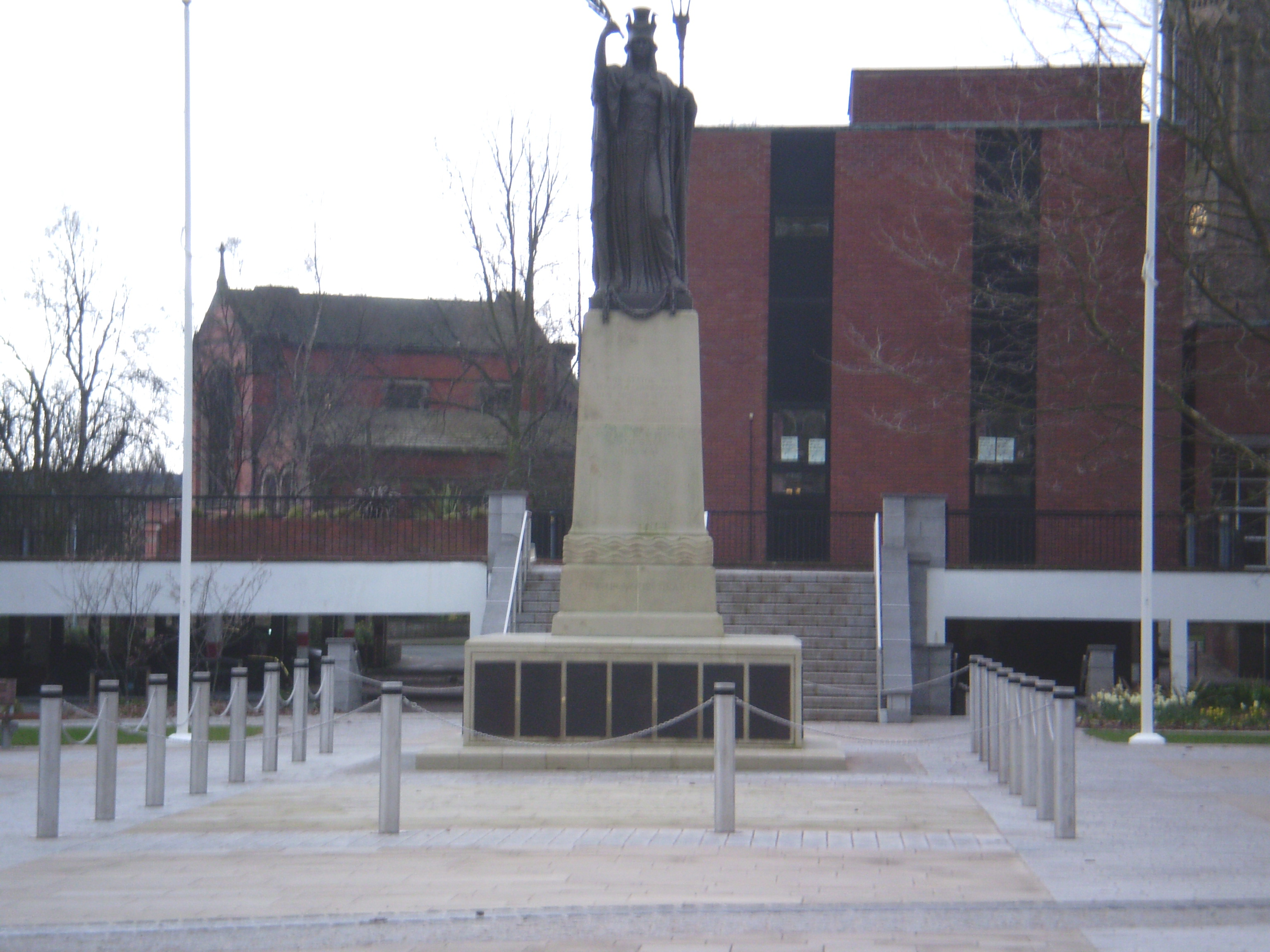
克魯戰爭紀念碑
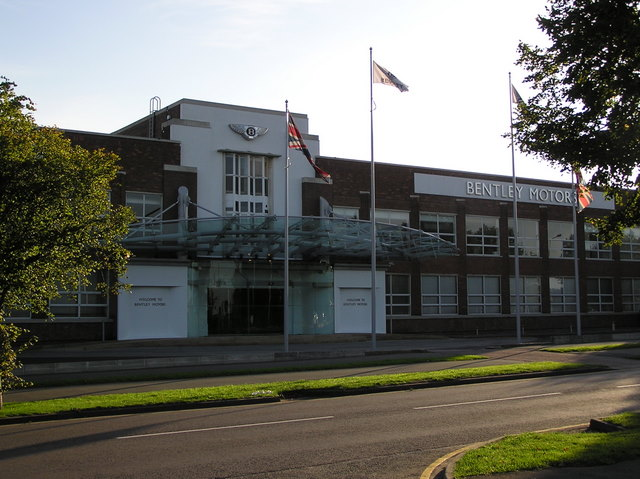
位於克魯鎮西部的賓利皮姆斯巷（Pyms Lane）汽車工廠
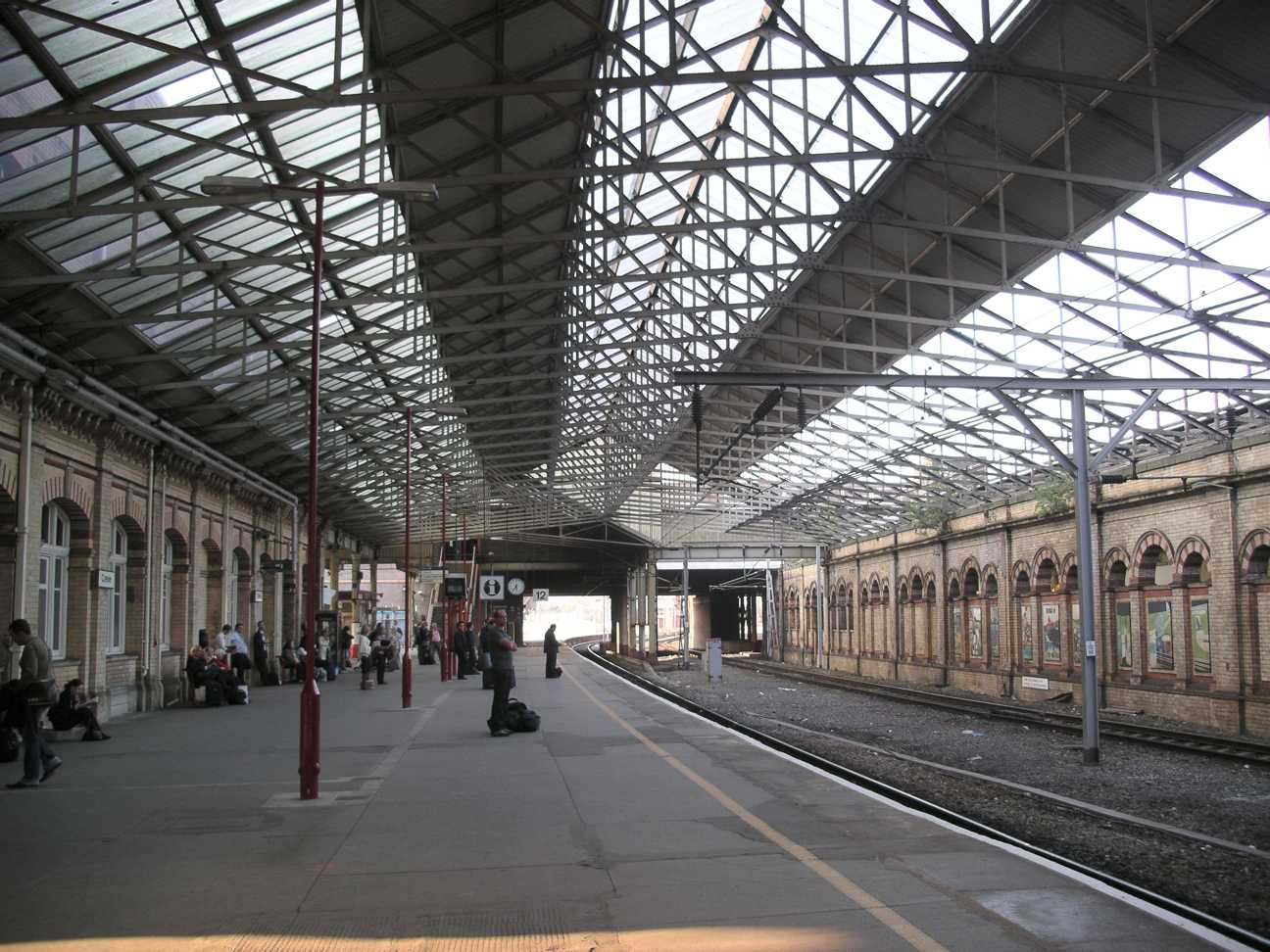
克魯火車站12號月台
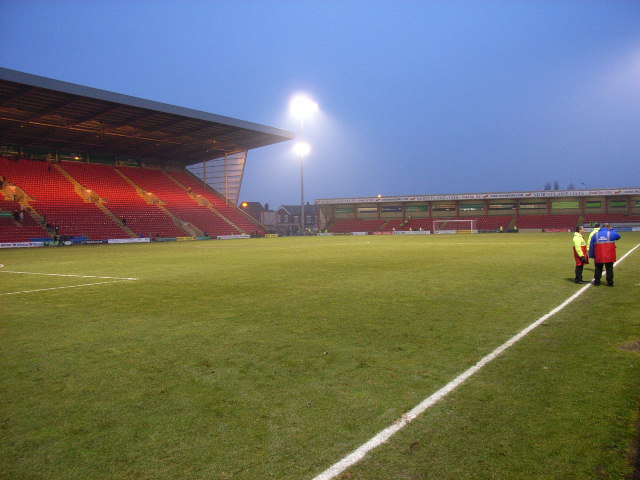
亞歷山德拉球場：克魯足球俱樂部的主場館，可容納10,153人

## 外部連結
- 克魯-楠特威奇自治市鎮議會